# Ana Michavila Núñez
Ana Michavila Núñez (Madrid, 18 de gener de 1971) és una advocada i política espanyola, diputada a les Corts Valencianes en la VI i VII legislatures.
Llicenciada en dret, és germana de José María Michavila Núñez. Militant del Partido Popular, en 2002 fou nomenada directora del Gabinet del Delegat del Govern a la Comunitat Valenciana Juan Cotino Ferrer. Fou escollida diputada a les eleccions a les Corts Valencianes de 2003 i 2007, tot i que renuncià a l'escó el juny de 2007. El 21 de juny 2003 fou nomenada Directora de Gabinet del President de la Generalitat Valenciana Francesc Camps i Ortiz ocupant el càrrec fins a octubre de 2009. Posteriorment ha treballat com a advocada a Madrid.